# North Carolina
North Carolina er en amerikansk delstat. Delstatens hovedstad er Raleigh, mens Charlotte er den største by. North Carolina har omkring 10.439.388(2020) indbyggere.
North Carolina var en af de 13 oprindelige kolonier og blev optaget som USA's 12. delstat den 21. november 1789.
North og South Carolina omtales samlet som The Carolinas, og var indtil 1729 én sammenhængende koloni, Carolina. Carolina er navngivet efter Karl (Charles) I af England (latin: Carolus).

## Historie
North Carolina var oprindeligt beboet af en lang række oprindelige amerikanske stammer. I 1584 tildelte Elizabeth I Sir Walter Raleigh, efter hvem delstatens hovedstad er opkaldt, jordrettigheder i det nordlige North Carolina. Raleigh grundlagde to kolonier på kysten i de sene 1580'ere, som begge ikke overlevede.
Fra omkring 1650 flyttede kolonister fra Virginia til området ved Albemarle Sound. I 1663 gav Karl 2. lov til at man kunne grundlægge en ny koloni på det nordamerikanske kontinent, og han døbte kolonien Carolina for at ære sin far Karl 1.  I 1710 deltes Carolina-kolonien i North Carolina og South Carolina, og North Carolina blev en kongelig koloni sytten år efter.
Den 12. april 1776 blev kolonien den første til at instruere sine delegater til den Kontinentale kongres om at stemme for uafhængighed fra den britiske trone. De uafhængighedsrelaterede tiltag findes på North Carolinas flag og North Carolinas segl.
Den 21. november 1789 blev North Carolina den tolvte delstat, der ratificerede USA's grundlov. I 1840 blev delstatens parlamentsbygning i Raleigh færdigbygget. I modsætning til mange andre sydstater udviklede North Carolina aldrig et dominerende aristokrati med slavehold, og landbrugere kontrollerede delstatens regering. De fleste af slaveejernes plantager lå i den østlige del af staten, mens de vestlige indbyggere for det meste var subsistenslandbrugere uden slaver.
Efter uafhængigheden var North Carolina en rural delstat selv blandt sydstaterne. I 1860 var der kun én by, havnebyen Wilmington, som havde en befolkning på mere end 10.000. Hovedstaden Raleigh havde kun ca. 5.000 indbyggere.
På trods af at slavehold var mindre koncentreret her end i visse sydstater var 33% af befolkningen på 992.622 ifølge folketællingen i 1860 afroamerikanske slaver, som boede og arbejdede fortrinsvis på plantager i den østlige del af delstaten. Samtidig var der 30.463 frie sorte i delstaten. Delstaten afslog at tiltræde Amerikas Konfødererede Stater indtil præsident Abraham Lincoln beordrede staten til at invadere søsterstaten South Carolina. Et mindre antal slag fandt sted i North Carolina under den Amerikanske borgerkrig, men staten bidrog med i hvert fald 125.000 tropper til de Konfødererede – langt mere end nogen anden delstat. Ca. 40.000 af disse tropper kom aldrig tilbage. Efter sit valg i 1862 forsøgte guvernøren Zebulon Baird Vance at opretholde delstatens autonomi mod de Konfødereredes præsident Jefferson Davis i Richmond.
Selv efter bruddet med Unionen nægtede nogle indbyggere at støtte de Konfødererede. Dette var især tilfældet blandt landbrugerne uden slaver i bjergene og den vestlige Piedmont-region. En del af disse landbrugere forblev neutrale under borgerkrigen og nogle støttede Unionen i det skjulte. På trods af dette deltog soldater fra alle dele af North Carolina i nærmest alle større slag, hvor Army of Northern Virginia, de Konfødereredes mest berømte hærstyrke, var inddraget. Det største slag, der blev udkæmpet i North Carolina var Slaget ved Bentonville, som var general Joseph E. Johnstons nyttesløse forsøg på at bremse Unionens general William Tecumseh Shermans fremtog igennem Carolina i foråret 1865.

## Politik
North Carolina domineres politisk af de to store parter, Demokraterne og Republikanerne. Historisk set har North Carolina været politisk opdelt mellem den vestlige og den østlige del af delstaten. Før den Amerikanske borgerkrig støttede den østlige del af delstaten Demokraterne på grund af områdets slaveejere, mens den vestlige del tenderede mod at støtte Whig-partiet, som generelt blev anset som mere moderat med hensyn til slave-spørgsmålet og mere støttende i forhold til erhvervsinteresser.
Fra 1968–2004 (undtaget Jimmy Carters præsidentvalg i 1976) har North Carolina stemt for en Republikansk kandidat ved hvert eneste præsidentvalg. På delstatsniveau kontrollerer Demokraterne dog de fleste af de valgte hverv i regeringen. Republikanerne har p.t. begge delstatens senatorer, mens Demokraterne har guvernørposten, flertallet i begge delstatskamre og syv medlemmer af Repræsentanternes Hus mod Republikanernes seks medlemmer.
Delstatens guvernør er demokraten Roy Cooper. North Carolinas delstatsparlament består af to kamre; et Senat med 50 medlemmer og et Repræsentanternes Hus med 120 medlemmer.

## Geografi
North Carolina grænser til South Carolina mod syd, Georgia mod sydvest, Tennessee mod vest, Virginia mod nord og Atlanterhavet mod øst. Delstaten klassificeres som en sydstat.
North Carolina består af tre geografiske sektioner: Kysten mod Atlanterhavet, som dækker de østlige 45 % af statens areal, Piedmont-området, som omfatter de mellemste 35 % samt bjergene Appalacherne mod vest.
Den østlige del er relativt flad med rige jorder, som er ideelle til dyrkning af tobak, sojabønner, meloner og bomuld. Kyststækningen er North Carolinas mest landlige del med få større byer. Landbrug er et vigtigt erhverv.
Regionen Piedmont i det centrale North Carolina er delstatens mest urbaniserede og tættest befolkede område. Landskabet er bakket med mindre bjergkæder i højder fra 90-120 m.o.h. mod øst til 300 m.o.h. i vest. På grund af den hurtige befolkningstilvækst omdannes landbrugsareal i stigende grad til bymæssig bebyggelse, og landbrug er derfor et vigende erhverv.
Den vestlige del af delstaten er en del af bjergkæden Appalacherne, som Great Smoky Mountains, Blue Ridge Mountains, Great Balsam Mountains, og Black Mountains er en del af. Black Mountains er de højeste bjerggområder i det østlige USA og kulminerer i højde ved 2.037 m.o.h. Selv om landbrug stadig er en vigtig sektor i dette område er turisme blevet det dominerende erhverv.

### Klima
Kystområdet influeres af Atlanterhavet, som medfører milde temperaturer om vinteren og moderate temperaturer om sommeren (31,6 °C). Om vinteren har dette område de mildeste temperaturer i delstaten, og temperaturen falder sjældent til under 4 °C om dagen og sjældent under frysepunktet om vinteren. Gennemsnitligt falder der kun 2,5 cm sne eller is om året, og i nogle år slet intet.
Atlanterhavet påvirker Piedmont-regionen i mindre grad, og derfor har dette område varmere somre og koldere vintre end området ved havet. Om dagen er gennemsnitstemperaturen 32,2 °C om sommeren. Om vinteren er Piedmonts klima mindre mildt end kystområdets klima, og temperaturerne ligger ofte under frysepunktet om natten.
Appalacherne er det koldeste område i delstaten med temperaturer om vinteren lige over frysepunktet om dagen og ofte ned til −9 °C eller lavere om natten. Temperaturen om sommeren kommer sjældent over 26 °C. Snefaldsmængden i bjergene er typisk mellem 36–51 cm om året.

## Økonomi
Ifølge Bureau of Economic Analysis var North Carolinas bruttodelstatsprodukt i 2006 375 mia. USD. Den gennemsnitlige indkomst var i 2005 31.029 USD, den 36. største i USA. North Carolinas landbrugsprodukter omfatter fjerkræ og æg, tobak, svin, mælk, hortikultur, kvægavl, sødkartofler og sojabønner. North Carolina er for nylig blevet berørt af udflytning af arbejdspladser og den industrielle vækst i andre lande – en femtedel af arbejdspladserne i fremstillingsindustrien er tabt på grund af konkurrence fra udlandet.
Der har været store forskelle i den økonomiske vækst i North Carolinas by- og landområder. Mens større byer som Charlotte, Raleigh og Cary har oplevet hurtig økonomisk og befolkningsmæssig vækst inden for de seneste 30 år, har mange af de mindre byer i delstaten lidt under nedgang i arbejdspladser og indbyggere. Mange af de mindre byer har historisk set været udviklet omkring fabrikker, der fremstillede tekstiler og møbler, og med flytningen af mange af disse arbejdspladser til Asien og Latinamerika er disse samfund blevet berørt.
North Carolina er førende i USA inden for landbrug, bankvæsen og fremstillingsindustri.[kilde mangler] De industrielle produkter omfatter bl.a. tekstiler, kemiske produkter, elektrisk udstyr og papirprodukter. Tobaksavl, som var North Carolinas første indtægtskilde, er fortsat vigtig for den lokale økonomi, selv om usikkerhed om fortsat landbrugsstøtte har fået en del tobaksavlere til at skifte til vinavl eller til at forlade branchen helt. North Carolina er dog stadig den førende producent af tobak i USA. Af andre produkter kan nævnes vin, som der også fremstilles en del af.
Novo Nordisks første fabrik i USA var i Clayton og i 2024 annoncerede virksomheden en 27 milliarder kroner stor investering til udvidelse af deres kapacitet til fremstilling af medicin der.
Charlotte, North Carolinas største by, oplever fortsat hurtig vækst, delvis på grund af bank- og finanssektoren. Byen er nu den andenstørste bankby i USA efter New York , og er hjemsted for Bank of America og Wachovia. Charlottes metroområde er også hjemsted for fem andre Fortune 500 virksomheder.

## Demografi
Ifølge U.S. Census Bureau blev North Carolinas befolkningstal i 2006 anslået til at være 8.856.505, svarende til en stigning på 10% siden 2000 – en tilvækst der er højere end USA som helhed, og som har gjort, at delstaten nu har overhalet New Jersey som den 10. største i delstat USA målt efter befolkningsstørrelse.
North Carolina har historisk set været en landbrugsstat, hvor de fleste indbyggere har boet på gårde og i mindre byer. I de seneste 20 år har delstaten imidlertid gennemgået hurtig urbanisering, og i dag bor flertallet i byområder. Særligt Charlotte og Raleigh er vokset til at været større byområder.

### Ophavsgrupper
De største etniske ophavsgrupper i North Carolina er:
| Ophav       | Procent  |
| ----------- | -------- |
| Afrikansk   | (21.6 %) |
| Amerikansk  | (13.9 %) |
| Engelsk     | (9.5 %)  |
| Tysk        | (9.5 %)  |
| Irsk        | (7.4 %)  |
| Skotsk-irsk | (3.2 %)  |
| Italiensk   | (2.3 %)  |
| Skotsk      | (2.2 %)  |

### Religion
Som andre sydstater har North Carolina traditionelt set været overvejende protestantisk. Tilflytning fra det nordlige USA og immigration fra Latinamerika gør dog, at antallet af katolikker og jøder er stigende.
De religiøse tilhørsforhold blandt North Carolinas indbyggere er:
- Kristne – 88 %
  - Protestanter – 77 %
    - Baptister – 40 %
    - Metodister – 10 %
    - Presbyterianere – 3 %
    - Episkopalkirken – 3 %

  - Katolikker – 10 %
  - Andre kristne – 1 %
- Andre religioner – 1 % (jødedom, islam, hinduisme, buddhisme)
- Ikke-religiøse – 11 %

## Ekstern henvisning
- Delstaten North Carolinas officielle hjemmeside (engelsk)

35°30′N 80°00′V / 35.5°N 80°V.